# Берта Голландська
Берта Голландська (фр. Berthe de Hollande, 1055–1094) — перша дружина Філіпа I (короля Франції), мати Людовика VI (короля Франції) — королева Франції в 1072—1092 роках.